# 内閣法
内閣法（ないかくほう、昭和22年1月16日法律第5号）は、内閣の職権、組織、行政事務の分担および行政各部に対する指揮監督の大綱に関する日本の法律である。
所管官庁は、内閣官房配下の内閣総務官室である。

## 構成
内閣法は27の条文で構成されている。その概要は以下の通りである。
- 第1条（職権について）
  - 内閣は日本国憲法第73条やその他の日本国憲法に定める職権を行う。
  - 内閣が行政権を行使するにあたっては、国会に対して連帯してその責任を負う。

- 第2条（構成について）
  - 内閣総理大臣および内閣総理大臣により任命された国務大臣で組織される。
  - 国務大臣の定数は14人以内とし、特別の場合においては17人まで増員することができる。
    - 特別法の規定による内閣法の改正により増員されることがあり、2024年時点において下記の各法律の規定による内閣法の改正により計2名増員されており、「16人以内」・「19人まで」となっている。
      - 2012年（平成24年）2月10日以降、復興庁設置法の規定による内閣法の改正により「復興庁が廃止されるまでの間[注釈 1]」は1名増員とされた。
      - 2020年（令和2年）9月16日以降、令和七年に開催される国際博覧会の準備及び運営のために必要な特別措置に関する法律[注釈 2]の規定による内閣法の改正により、「国際博覧会推進本部が置かれている間[注釈 3]」は1名増員とされた。

- 第3条（主任の大臣としての行政事務の分担管理について）
  - 各大臣は、別に法律の定めるところにより、主任の大臣として、行政事務を分担管理する。

- 第4条（閣議について）
  - 内閣は閣議によって職権を行う。
  - 閣議は内閣総理大臣が主宰する。
  - 内閣総理大臣は、重要政策に関する基本的な方針やその他の案件を閣議で発議することができる。
  - 各大臣は内閣総理大臣に対して閣議を求めることができる。

- 第5条（内閣総理大臣の任務について）
  - 内閣総理大臣は、内閣を代表して内閣の提出する法律案・予算・その他の議案を国会に提出し、一般国務や外交関係について国会に報告する。

- 第6条（内閣総理大臣の指揮監督権について）
  - 内閣総理大臣は、閣議決定した方針に基いて、行政各部を指揮監督する。

- 第7条（主任の大臣の間における権限について）
  - 主任の大臣の間における権限についての疑義は、内閣総理大臣が、閣議にかけて、これを裁定する。

- 第8条（内閣総理大臣の指揮監督権について）
  - 内閣総理大臣は、行政各部の処分や命令を中止させて、内閣の処置を待つことができる。

- 第9条（内閣総理大臣の代理について）
  - 内閣総理大臣に事故がある時、または欠けた時には、内閣総理大臣があらかじめ指定した国務大臣が臨時にその職務を行う。

- 第10条（国務大臣の代理について）
  - 主任の大臣に事故のある時、または欠けたときは、内閣総理大臣か、または内閣総理大臣が指定した国務大臣が臨時にその職務を行う。

- 第11条（政令への委任について）
  - 政令には、法律の委任がなければ、義務を課したり権利を制限する規定を設けることができない。

- 第12条（内閣官房について）
  - 内閣に内閣官房を設置する。
  - 内閣官房のつかさどる事務。

- 第13条（内閣官房長官について）
  - 内閣官房に内閣官房長官1人を置き、国務大臣をこれに充てる。
  - 内閣官房長官の職掌。

- 第14条（内閣官房副長官について）
  - 内閣官房に内閣官房副長官3人を置き、任免は天皇がこれを認証する。
  - 内閣官房副長官の職掌。

- 第15条（内閣危機管理監について）
  - 内閣官房に内閣危機管理監1人を置き、内閣総理大臣の申出により内閣において任免する。
  - 内閣危機管理監の職掌・服務・兼業禁止に関する事項。

- 第15条の2（内閣感染症危機管理統括庁について）
  - 内閣官房に内閣感染症危機管理統括庁を置く。
  - 内閣感染症危機管理統括庁の事務に関する事項
  - 内閣感染症危機管理統括庁に、内閣感染症危機管理監1人を置き、内閣総理大臣が内閣官房副長官の中から指名する者をもつて充てる。
  - 内閣感染症危機管理統括庁に、内閣感染症危機管理監補1人を置き、内閣総理大臣が内閣官房副長官補の中から指名する者をもつて充てる。
  - 内閣感染症危機管理統括庁に、内閣感染症危機管理対策官1人を置き、厚生労働省の医務技監もつて充てる。

- 第16条（国家安全保障局について）
  - 内閣官房に国家安全保障局を置く。
  - 国家安全保障局の事務に関する事項
  - 国家安全保障局に、国家安全保障局長、国家安全保障局次長2人を置き、内閣総理大臣の申出により内閣において任免する。
  - 国家安全保障局長・次長の職掌・服務・兼業禁止に関する事項。

- 第17条（内閣官房副長官補について）
  - 内閣官房に内閣官房副長官補3人を置く。
  - 内閣官房副長官補の職掌・任免・服務・兼業禁止に関する事項。

- 第18条（内閣広報官について）
  - 内閣官房に内閣広報官1人を置く。
  - 内閣広報官の職掌・任免・服務・兼業禁止に関する事項。

- 第19条（内閣情報官について）
  - 内閣官房に内閣情報官1人を置く。
  - 内閣情報官の職掌・任免・服務・兼業禁止に関する事項。

- 第20条（内閣人事局について）
  - 内閣官房に内閣人事局を置く。
  - 内閣人事局の事務に関する事項
  - 内閣人事局長は、内閣総理大臣が内閣官房副長官の中から指名する者をもつて充てる。

- 第21条（内閣総理大臣補佐官について）
  - 内閣官房に内閣総理大臣補佐官5人までを置くことができる。
  - 内閣総理大臣補佐官の職掌・任免・服務・兼業禁止に関する事項。

- 第22条（秘書官について）
  - 内閣官房に内閣総理大臣や各国務大臣に附属する秘書官を置くことができる。その定数は政令で定める。
  - 秘書官の職掌。

- 第23条（内閣事務官その他所要の職員）
  - 内閣官房に、内閣事務官その他所要の職員を置く。

- 第24条（内閣官房の内部組織）
  - 内閣官房の内部組織については政令（内閣官房組織令）で定める。

- 第25条（内閣官房の主任大臣について）
  - 内閣官房の主任の大臣は内閣総理大臣とする。
  - 内閣総理大臣は、内閣官房に係る主任の行政事務について、法律もしくは政令を施行するため、または法律もしくは政令の特別の委任に基づいて、内閣官房の命令として内閣官房令を発することができる。

- 第26条（管区行政評価局及び沖縄行政評価事務所に対する内閣官房の所掌事務の分掌について）
  - 内閣総理大臣は、管区行政評価局及び沖縄行政評価事務所に、内閣官房の所掌事務の一部を分掌させることができる。

## 指揮監督権の範囲
ロッキード事件とその一連の裁判においては、内閣総理大臣の指揮監督権を巡って、これを根拠に田中角栄元総理に対する賄賂罪が成立するがどうかが焦点の一つとなった。すなわち、ロッキード社からその販売代理店の丸紅や複数の「裏の代理人」を介して田中に渡った5億円と、田中が運輸大臣に対して全日空にロッキード社製のL1011トライスター機の購入を勧奨するよう働き掛けた行為の間には、賄賂罪における「職務行為」が成立するとして一審の東京地方裁判所は田中に対し受託収賄と外国為替及び外国貿易法違反の有罪判決を下したのに対し、被告側はその因果関係を否定して真っ向から対立した。裁判は二審の東京高等裁判所が控訴を棄却した後最高裁判所で争われたが、その最中に田中が死去したことにより公訴棄却となった。
しかし、最高裁は田中の秘書官・榎本敏夫と丸紅社長・檜山広の上告審において、憲法第66条・第68条・第72条及び内閣法第4条・第6条・第8条の規定から「内閣総理大臣は、少なくとも、内閣の明示の意思に反しない限り、行政各部に対し、随時、その所掌事務について一定の方向で処理するよう指導、助言等の指示を与える権限を有するものと解するのが相当である」として、一審の原判決は正当であるとの判断を示した（最高裁判所平成7年2月22日大法廷判決）。